# Хуммель
Хýммель, також хóммель або хýмль (нім. 'Húmmel, Hómmel, Húmle) — це давній північноєвропейський струнний інструмент подібний до давнього виду цитр — бурдонних цитр. Також він пов'язаний з норвезьким інструментом — ланґелейком. Назва інструменту походить від німецького слова hummel, що означає «джміль». Таку назву інструмент має у зв'язку зі звучанням аккомпонуючих струн, які створюють при грі монотонний гул(бурдон).

## Історія
Перші знахідки хуммелю сягають ще середньовіччя, коли інструмент був розповсюджений на території всієї Європи в дещо різних варіаціях. Найбільше інструмент був поширений на території Нідерландів, Фландрії, Північної Німеччини та Данії впродовж XVIII ст. Найперші свідчення про хуммель можливо знайти в Норвезькій фолк-музиці починаючи з XVII ст., імовірно, найбільше інструмент використовувався в південних регіонах країни. Протягом XIX ст., хуммель почали вважати інструментом селян, після чого, він втратив свою популярність. У Фландрії, інструмент був широко вживаний протягом XVII ст. та був популярним серед солдат під час Першої світової війни, які грали на ньому в траншеях. Набув найбільшої популярності протягом 1920—1930 років, після чого втратив її. Хуммель був, в основному, сімейним інструментом, та на ньому дуже часто грали саме жінки. Деякі ентузіасти продовжують грати на хуммелі після відродження фолку у 1970-х роках.

## Конструкція
Хуммель — це інструмент, який існує в багатьох формах.  Може відрізнятися не лише зовнішній вигляд, а й кількість стун, матеріал виготовлення і т.д. Проте, верхня та нижня деки інструменту завжди залишаються пласкими. На верхній деці розташовано один(інколи, більше) резонатор. Кількість струн може різнитися, але, завжди кількість мелодичний струн менша за кількість бурдонний струн. Часто зустрічається, що хуммель має три мелодичний струни: дві налаштовуються в унісон, а третя на одну октаву менше. Під мелодичними струнами одразу ж на корпусі(інколи на спеціальному фінґерборді) розташовані 17 ладів. Корпус інструменту має два основних різновиди: грушоподібний зі струнами по середині, або напівгрушеподібний зі струнами, розташованими з краю корпусу.

## Техніка гри
Хуммель кладуть на стіл, як цитру. На мелодичних струнах грають пальцями або медіатором перебором, рухаючи медіатор зверху вниз. Мелодичні струни, які були налаштовані в унісон, зазвичай зажимають на одному й тому ж ладі, або так, щоб утворити велику терцію. Зазвичай грають одразу ж на всіх мелодичний струнах. Така техніка є звичною, тому що бурдонні, або акомпонуючі, струни зазвичай налаштовують у відповідний та зручний акорд, наприклад, всі струни можуть бути в тональності Ре або Ля.

## Стиль музики
Хуммель ідеальний для виконання акомпанементу завдяки наявності великої кількості акомпонуючих струн. З іншого боку, через обмежений діапазон, інструмент рідко використовується для гри віртуозних мелодій та пісень.

## Музиканти
Найвідомішим гравцем на хуммелі, імовірно, є Отто Мальборг, також відомий за сценічним ім'ям — Оттар Гілл. Прикладом сучасного використання хуммелю є музикант Ерік Гектор.